# El Comidista
El Comidista es una página online sobre gastronomía y otros aspectos de la alimentación sustentada por el periódico español El País. En 2017, fue además un programa de TV, en el canal La Sexta. A partir de ese mismo año es también un canal de YouTube. Está dirigida por el divulgador gastronómico bilbaíno Mikel López Iturriaga, quien por ser su cara visible, mucha gente cree que «El Comidista» es él mismo. Sin embargo, el nombre quiere ser un análogo del inglés foodie, es decir, un «aficionado a la comida».
El proyecto de El Comidista nació en 2009. Inicialmente como blog personal de Iturriaga, bajo el nombre Ondakín, donde mezclaba comida y cultura pop. Más tarde, El País contactó con él y se sumarían al proyecto los demás integrantes del equipo, que actualmente son: Mònica Escudero, Carlos Doncel, Patricia Tablado, Almudena Ortuño, Jordi Luque, Marta Miranda, Juan Revenga, Òscar Broc, Raquel Bernácer y la productora de contenidos UNTO.
En la actualidad su contenido incluye recetas y artículos sobre nutrición, ingredientes en particular, establecimientos de España, historia de la cocina, etc. El Comidista fue calificado en 2021 como «el blog sobre gastronomía más leído en España». Es, además, uno de los pocos blogs de cocina de publicación diaria y se caracteriza por una alta interactividad con los usuarios, presentando platos de lectores o realizando concursos.

## Publicaciones

### Libros
- Las recetas de El Comidista. Plaza & Janés Editores S.A. 2011. ISBN 978-84-01-34781-8. OCLC 947156143.
- La cocina pop de El Comidista. Plaza & Janés Editores S.A. 2012. ISBN 978-84-01-34664-4.
- Las 202 mejores recetas del comidista. Plaza & Janés Editores S.A. 2014. ISBN 978-84-01-38943-6. OCLC 934744126.

### Otras publicaciones
- «Recetas de navidad de El Comidista». El País. 2012.
- «Recetas de navidad de El Comidista». El País. 2013.

### TV
- El Comidista TV (jul-sept de 2017), La Sexta
- Banana Split (2020, 10 episodios), La 2

## Recepción
El Comidista fue calificado en 2017 y 2021 como «el blog sobre gastronomía más leído en España».  En 2021, el canal de YouTube de El Comidista tenía 418.000 suscripciones. El diario El Confidencial definió El Comidista TV como «un fresco y alternativo batiburrillo gastronómico».